# Andriej Kabanow
Andriej Wiktorowicz Kabanow (ros. Андрей Викторович Кабанов ur. 29 sierpnia 1971 w Taganrogu) – rosyjski kajakarz kanadyjkarz, mistrz świata i Europy, olimpijczyk.

## Kariera sportowa
Zdobył dwa srebrne medale w wyścigach kanadyjek czwórek (C-4) na dystansach 500 metrów i 1000 metrów na mistrzostwach świata w 1993 w Kopenhadze (razem z nim na obu dystansach płynęli Pawieł Konowałow, Siergiej Cziemierow i Aleksandr Kostogłod). Na kolejnych mistrzostwach świata w 1994 w Meksyku zwyciężył w konkurencji C-4 na 200 metrów (również z Kabanowem, Cziemierowem i Kostogłodem), a także zajął w wyścigach czwórek 5. miejsce na 500 metrów i 7. miejsce na 1000 metrów, a na mistrzostwach świata w 1995 w Duisburgu zajął 4. miejsca w wyścigu czwórek na 200 metrów i dwójek (C-2) na 500 metrów oraz 9. miejsce w wyścigu dwójek na 1000 metrów.
Startując w dwójce w Konowałowem zajął 6. miejsce w wyścigu kanadyjek na 500 metrów na igrzyskach olimpijskich w 1996 w Atlancie. Na mistrzostwach Europy w 1997 w Płowdiwie zajął 5. miejsce w wyścigu czwórek na 500 metrów i 7. miejsce w wyścigu dwójek na 1000 metrów. Zdobył brązowy medal w konkurencji czwórek na 500 metrów (w osadzie z Cziemierowem, Władisławem Połzunowem i Kostogłodem na mistrzostwach świata w 1997 w Dartmouth. Na mistrzostwach świata w 1998 w Segedynie zdobył trzy medale: srebrny w wyścigu czwórek na 1000 metrów (z Konstantinem Fomiczowem, Wasilijem Maiłowem i Ignatem Kowalowem oraz brązowe w wyścigach dwójek na 200 metrów (z Połzunowem) i czwórek na 500 metrów (z Konowałowem, Połzunowem i Władimirem Ładoszą).
Zwyciężył w konkurencji czwórek na 500 metrów i na 1000 metrów (na obu dystansach z Ignatem Kowalowem, Aleksiejem Wołkonskim i Fomiczowem) oraz zajął czwarte miejsce w wyścigu dwójek na 200 metrów (z Połzunowem) na mistrzostwach Europy w 1999 w Zagrzebiu, a na mistrzostwach świata w 1999 w Mediolanie zdobył trzy złote medale w wyścigach czwórek: na 200 metrów i 500 metrów (razem z Romanem Kruglakowem, Ładoszą i Fomiczowem) oraz na 1000 metrów (z Kowalowem, Fomiczowem i Wołkonskim). Na  mistrzostwach Europy w 2000 w Poznaniu zdobył złoty medal w wyścigu czwórek na 500 metrów (z Połzunowem, Konowałowem i Ładoszą) oraz zajął 4. miejsca w wyścigach czwórek na 200 metrów i na 1000 metrów. Zwyciężył w konkurencji czwórek na 500 metrów (z Połzunowem, Fomiczowem i Ładoszą) oraz zajął 5. miejsce w wyścigu czwórek na 200 metrów na mistrzostwach Europy w 2001 w Mediolanie, a na mistrzostwach świata w 2002 w Sewilli zdobył srebrny medal w wyścigu czwórek na 500 metrów (z Aleksandrem Artiemidą, Kruglakowem i Fomiczowem) i zajął 6. miejsce w wyścigu czwórek na 1000 metrów. Zajął 5. miejsce w konkurencji czwórek na dystansie 1000 metrów na mistrzostwach świata w 2003 w Gainesville.
Był mistrzem Rosji w konkurencji kanadyjek dwójek na 200 metrów w 1995 i 2003. na 500 metrów w 1993 i 1995 oraz na 1000 metrów w 1993, 1994 i 1997, a w wyścigach czwórek na 200 metrów w 1995, 1998 i 1999, na 500 metrów w latach 1997 i 1999–2001 oraz na 1000 metrów w latach 1994, 1995 i 1998–2000.